# 진흥기업
진흥기업은 1959년 설립된 효성그룹 계열의 건설업체로, 코스피 상장 기업인데 2008년 초 효성그룹에  계열편입됐다. 사업분야는 토목, 건축, 플랜트 등의 3개 분야다. 민간부문에서는 아파트 건설업을 하며, 공공부문의 발주는 도로, 항만, 철도 등의 정부 발주를 맡는다. 진흥기업은 시공능력평가액 6,872억원으로 대한민국 내 도급순위 43위의 건설업이다.
한편 1997년 한보그룹의 부도 때문에 법정관리를 받다가 2002년 (주) 한보에서 분사된(구 삼아건설,한보주택, (주) 한보 주택사업부문) 한보건설을 인수했지만 2004년 한보그룹 출신 인사 이종춘씨에게 매각되어 온빛건설이 됐으나 2006년 신창건설에 인수되어 SC한보건설이 됐다.
하지만 신창건설이 2009년 법정관리에 들어가자 LIG건설에 인수되어 LIG한보건설이 됐고 2010년 LIG건설에 합병됐다.

## 전망
최근 건설경기 부진으로 공공발주는 물론 민간수주도 줄어드는 상황이라 대규모의 적자가 지속되고 있다. 당기순이익은 2011년에는 -2,138억원, 2012년에는 -857억원, 2013년에는 -724억원, 2014년에는 -176억원, 2015년에는 -428억원 등을 기록했다. 건설경기의 불확실성으로 인해 미래의 전망은 불투명한 상황이다.

## 같이 보기
- 효성중공업